# کوکی موریتا
کوکی موریتا (انگلیسی: Koki Morita؛ زادهٔ ۸ اوت ۲۰۰۰) بازیکن فوتبال است.
از باشگاه‌هایی که در آن بازی کرده‌است می‌توان به باشگاه فوتبال توکیو وردی اشاره کرد.